# Ren Dandan
Ren Dandan es una deportista china que compite en taekwondo. Ganó una medalla de bronce en el Campeonato Mundial de Taekwondo de 2013 en la categoría de –46 kg.

## Palmarés internacional
| Campeonato Mundial | Campeonato Mundial | Campeonato Mundial | Campeonato Mundial |
| Año                | Lugar              | Medalla            | Categoría          |
| ------------------ | ------------------ | ------------------ | ------------------ |
| 2013               | Puebla (México)    | Medalla de bronce  | –46 kg             |